# Kenali (Belalau)
Kenali is een bestuurslaag in het regentschap Lampung Barat van de provincie Lampung, Indonesië. Kenali telt 2995 inwoners (volkstelling 2010).